# Busbud
Busbud es una compañía mundial de viajes en autobús que permite a los viajeros buscar, comparar y comprar billetes de autobús interurbano. Busbud opera en Europa, América, África y el sudeste asiático. Con más de 1300 compañías de autobús afiliadas, ofrece la red de autobuses más extensa del mundo a través de un motor de búsqueda en su sitio web y aplicación móvil. Busbud opera en más de 19 000 ciudades de 80 países, está disponible en 11 idiomas y acepta 29 divisas de pago.

## Compañía

### Historia
Busbud fue fundada después de que el CEO y cofundador, LP Maurice, pasara el 2011 mochileando por América del Sur. Durante su viaje se enfrentó a muchas dificultades para encontrar y poder comprar billetes fiables de autobuses interurbanos en todo el continente americano y comenzó a redactar un plan de negocios en un viaje en autobús de 10 horas en Argentina. Luego regresó a Montreal y fundó Busbud con sus amigos, Michael Gradek (CTO y veterano de Microsoft Bing) y Frederic Thouin (CAO).  La compañía actúa como distribuidor, pero también brinda soporte en los billetes de autobús que vende.

### Producto y características
Busbud atiende a viajeros locales e internacionales ofreciendo rutas de autobuses interurbanos en 80 países. En Busbud los precios de los billetes están disponibles en 29 divisas y el sitio web está disponible en 11 idiomas. Han implementado funcionalidades como Apple Pay, rutas de autobús interconectadas y valoraciones de viajes.

### Rondas de financiación y junta asesora
Respaldado por inversores de riesgo e inversores ángeles, Busbud cuenta con una junta asesora compuesta por Peter Ker, miembro de la Junta de Expedia y Socio Director de InterMedia Partners; Luc Levesque, vicepresidente de SEO de TripAdvisor; Joe Poulin, CEO de la empresa de viajes Luxury Retreats, y Sylvain Langis, fundador de Orleans Express. 
En mayo de 2013, Busbud completó una ronda de captación de financiación por 1,2 millones de dólares, que fue coliderada por los fondos canadienses iNovia Capital y Real Ventures.
En julio de 2014, Busbud realizó otra ronda de financiación de 9 millones de dólares, coliderada por OMERS Ventures y Revolution Ventures. Los planes de Busbud incluyeron el crecimiento de su equipo interno, la expansión de su cobertura de rutas y el desarrollo de una versión mejorada de su aplicación móvil iOS y Android.
En enero de 2018, Busbud anunció una ronda de financiación por 11 millones de dólares, liderada por iNovia Capital y que incluyó a los nuevos inversionistas Teralys, Claridge, Plaza Ventures y Real Ventures. El capital se utilizaría para impulsar el desarrollo tecnológico, el crecimiento del equipo y acelerar la expansión geográfica.